# Hogna pauciguttata
Hogna pauciguttata Roewer, 1959 è un ragno appartenente alla famiglia Lycosidae.

## Caratteristiche
I cheliceri sono di colore marrone tendente al nero; la parte frontale è ricoperta da una peluria grigia.
L'olotipo femminile rinvenuto ha lunghezza totale è di 20 mm; la lunghezza del cefalotorace è di 8 mm e quella dell'opistosoma è di 12 mm.

## Distribuzione
La specie è stata reperita nel Mozambico meridionale: nei pressi della capitale Maputo (all'epoca del rinvenimento degli esemplari era denominata Lourenço Marques, in onore dell'esploratore che la fondò).

## Tassonomia
Al 2017 non sono note sottospecie e dal 1959 non sono stati esaminati nuovi esemplari.